# Charles Carleton Massey
Pour les articles homonymes, voir Massey.
Charles Carleton Massey (1838-1905) fut un avocat, astrologue, théosophe et parapsychologue anglais. Il fut le premier président de la British Theosophical Society puis membre fondateur de la Society for Psychical Research.

## Biographie
Charles Carleton Massey était le fils du MP William Nathaniel Massey et donc le petit-neveu de Lord Bolton. Il fit des études de droit et devint avocat. Cependant, il cessa très tôt de pratiquer et se tourna vers les études ésotériques.
Dès son adolescence, il avait remis sa foi chrétienne en question et avait cherché des réponses hors des religions établies. Il étudia la philosophie, la théologie, les philosophies orientales et s'intéressa aux premiers développements de la psychologie. Il se lança aussi dans l'astrologie.
Il adhéra à la Psychological Society of Great-Britain fondée en 1875 par Edward William Cox (en). Il participa en 1882 à la fondation de la Society for Psychical Research dont il fit partie du comité directeur. Il fut aussi en parallèle membre de la British National Association of Spiritualists pour laquelle il dirigea les comités de travail sur les aspects légaux. Lors d'un voyage aux États-Unis en 1875, il rencontra à New York Madame Blavatsky et le colonel Olcott. Il assista à la fondation de la Société théosophique. En 1878, à son retour, il décida de créer la British Theosophical Society et il en fut élu président. Les premières réunions avaient lieu dans les locaux de la BNAS. Son implication dans la société fut telle qu'en 1879, il reçut une lettre des mahatmas. S'il fut dans un premier temps convaincu de son authenticité, il finit par douter. Madame Blavatsky admit la fraude quant à la façon dont la lettre lui était parvenue, mais insista sur son authenticité. Ce fut une des causes de son départ de la théosophie.
En qualité de président de la British Theosophical Society, il assista aux conférences « The Perfect Way » données par Anna Kingsford à l'été 1881. Il lui proposa alors de devenir présidente à son tour de la Société théosophique, en 1883. Après le conflit qui opposa Anna Kingsford et Alfred Percy Sinnett pour la direction de la Loge londonienne de la société théosophique, Anna Kingsford prit la direction d'une Loge hermétique de la Société théosophique qui se réunit pour la première fois chez Charles Carleton Massey le 9 avril 1884. S'y retrouvèrent, entre autres, en plus de l'hôte : Anna Kingsford, Edward Maitland, Henry Steel Olcott et Oscar Wilde, accompagné de son frère et de sa mère. En mai, Olcott obligea les théosophes à choisir entre la loge « officielle » et la loge hermétique. Aussi, à l'été 1884, Massey démissionna de la Société théosophique et participa aux travaux de l’Hermetic Society que venait de créer Anna Kingsford. Le 27 mai 1885, il y donna une conférence sur le Karma et le 24 juin une autre sur l'individualité.
Il ne quitta sa retraite précoce d'avocat que pour assurer la défense du médium Henry Slade accusé de fraude en 1876. Il était convaincu de son innocence et de la réalité de ses capacités.

## Publications
En plus d'articles dans le journal spiritualiste Light, Charles Carleton Massey fit des traductions :
- (Johann Karl Friedrich Zöllner) Transcendental Physics, 1880
- (Karl Robert Eduard von Hartmann) Spiritism
- (Carl du Prel) Philosophy of Mysticism, 1889.